# Javier Culson
Javier Culson Rodríguez (ur. 25 lipca 1984 w Ponce) – portorykański lekkoatleta, olimpijczyk specjalizujący się w biegu na 400 metrów przez płotki.

## Sukcesy
- złoty medal mistrzostw ibero-amerykańskich (Ponce 2006), na tych zawodach zdobył także srebrny medal w sztafecie 4 x 400 metrów
- brąz podczas uniwersjady (Bangkok 2007), był to jedyny medal wywalczy przez Portoryko na tej imprezie
- Culson reprezentował swój kraj podczas igrzysk olimpijskich (Pekin 2008), gdzie odpadł w półfinale na 400 metrów przez płotki, ostatecznie sklasyfikowano go na 14. pozycji.
- złoty medal mistrzostw Ameryki Środkowej i Karaibów (Hawana 2009)
- srebro mistrzostw świata (Berlin 2009)
- 2. miejsce na zawodach pucharu interkontynentalnego (Split 2010)
- srebro mistrzostw świata (Daegu 2011)
- brąz igrzysk olimpijskich (Londyn 2012)
- 6. miejsce na mistrzostwach świata (Moskwa 2013)
- 3. miejsce na zawodach pucharu interkontynentalnego (Marrakesz 2014)
- srebrny medal igrzysk panamerykańskich (Toronto 2015)
- złoto mistrzostw NACAC (San José 2015)
- wielokrotny mistrz i rekordzista kraju

Zwycięzca łącznej punktacji Diamentowej Ligi 2012 i Diamentowej Ligi 2013 w biegu na 400 metrów przez płotki.

## Rekordy życiowe
- bieg na 400 m przez płotki - 47,72 (2010) rekord Portoryko[3]

Culson, razem z kolegami z reprezentacji, jest także rekordzistą kraju w sztafecie 4 x 400 metrów – 3:04,87 (2009).